# 提携角
提携角（carrying angle）为前臂完全伸展并旋后时臂轴和前臂轴延长线构成的向外开放的夹角，也常使用其补角描述该值。人的提携角通常在10°~15°之间。成年男性的平均提携角约为10°，女性约为13°。
在正常人中，双臂的提携角可能并不相同，惯用手的角度通常大于非惯用手的角度。一项在南印度农村儿童中进行的研究表明，提携角与15岁以下的年龄相关性最佳，随后角度略有下降。男孩和女孩的携带角每年分别增加0.42°和0.60°，性别差异逐渐增大，并在青春期时达到最大值。总体而言，女孩的提携角平均比男孩大1.31°，这也被考虑作为女性的第二性征。

## 意义
肘关节提携角的存在或有利于人的日常活动。提携角使得关节在伸展时前臂远离身体中线以增大运动幅度，如允许前臂在行走摆臂时避开臀部、手提东西的时候避免让东西碰到腿，在屈曲时使前臂靠近身体中线。但异常的提携角反应了肘部的畸形，提携角的补角在0~10°之间时为直肘，小于0°为肘内翻，大于20°为肘外翻。增加的提携角是肘部非创伤性尺神经病变的危险因素。